# Nana Ekvtimishvili
Nana Ekvtimishvili (in georgiano  ნანა ექვთიმიშვილი?; Tbilisi, 9 luglio 1978) è una regista cinematografica, sceneggiatrice e produttrice cinematografica georgiana.

## Biografia
Studia filosofia all'Università statale di Tbilisi quindi si trasferisce in Germania dove studia sceneggiatura e drammaturgia all'Accademia di Cinema e Televisione (HFF) di Babelsberg.
I suoi primi racconti sono pubblicati nel 1999 nella rivista georgiana Arili.
Nel 2007, collaborando alla sceneggiatura del film Fata Morgana, dà avvio alla sua collaborazione artistica con il regista e sceneggiatore tedesco Simon Groß.
Nel 2008 firma il primo cortometraggio, The Lost Mainland, e tre anni più tardi il secondo, Waiting for Mum che la fa notare a livello internazionale.
Nel 2012 fonda con Simon Groß la casa di produzione Polare Film, che l'anno successivo realizza In Bloom (Grzeli nateli dgeebi), diretto da loro stessi e selezionato per far parte della sezione "Forum" della Berlinale. Il film, basato sull'infanzia di Nana, ha numerosi riconoscimenti e ottiene una buona distribuzione internazionale.
My Happy Family (Chemi Bednieri Ojakhi), nel 2017, è in concorso al Sundance Film Festival e selezionato nella sezione "Forum" della Berlinale.
Nel 2015 ha pubblicato anche un romanzo in georgiano მსხლების მინდორი ("Campo di pere"), successivamente tradotto in tedesco e pubblicato anche in Germania col titolo Das Birnenfeld.

## Filmografia

### Regista e sceneggiatrice
- The Lost Mainland - cortometraggio (2008)
- Waiting for Mum - cortometraggio (2011)
- In Bloom (Grzeli nateli dgeebi), codiretto con Simon Groß (2013)
- My Happy Family (Chemi Bednieri Ojakhi), codiretto con Simon Groß (2017)

### Sceneggiatrice
- Fata Morgana, regia di Simon Groß (2007)